# قهرمان آمد (فیلم)
قهرمان آمد (به هندی: Aa Gaya Hero) فیلمی محصول سال ۲۰۱۷ و به کارگردانی دیپانکار سناپاتی است. در این فیلم بازیگرانی همچون گوویندا، اشوتوش رانا، مورالی شارما، ماکاراند دیشپاند، چاندراچور سینگ، هریش کومار، پونام پاندی ایفای نقش کرده‌اند.